# پنج‌برکه
پنج‌برکه مجموعه‌ای از پنج آب‌انبار است که در شهر گراش قرار دارد. این آب‌انبارها در دوره‌های قاجاریه و پهلوی اول ساخته شده‌اند. سازهٔ این آب‌انبارها از سنگ و گچ است که با ساروج اندود شده‌اند. این مجموعه در سال ۱۳۹۸ و با شمارهٔ ثبت ۳۲۵۵۵ در فهرست آثار ملی ایران به ثبت رسیده‌است. طرح مرمت و بازسازی مجموعهٔ پنج‌برکه در حال اجراست.